# SJ X31K
Die dreiteiligen elektrischen Triebzüge X31K wurden von Adtranz, später Bombardier Transportation, als Crusalis Contessa für Statens Järnvägar (SJ) gebaut. Der Kennbuchstabe K bedeutet, dass die Triebzüge für den Verkehr nach und in Dänemark angepasst sind. In Dänemark haben dort beheimatete Einheiten die Baureihenbezeichnung ET, sie werden ebenfalls vom Betreiber Öresundståg eingesetzt.

## Technische Daten

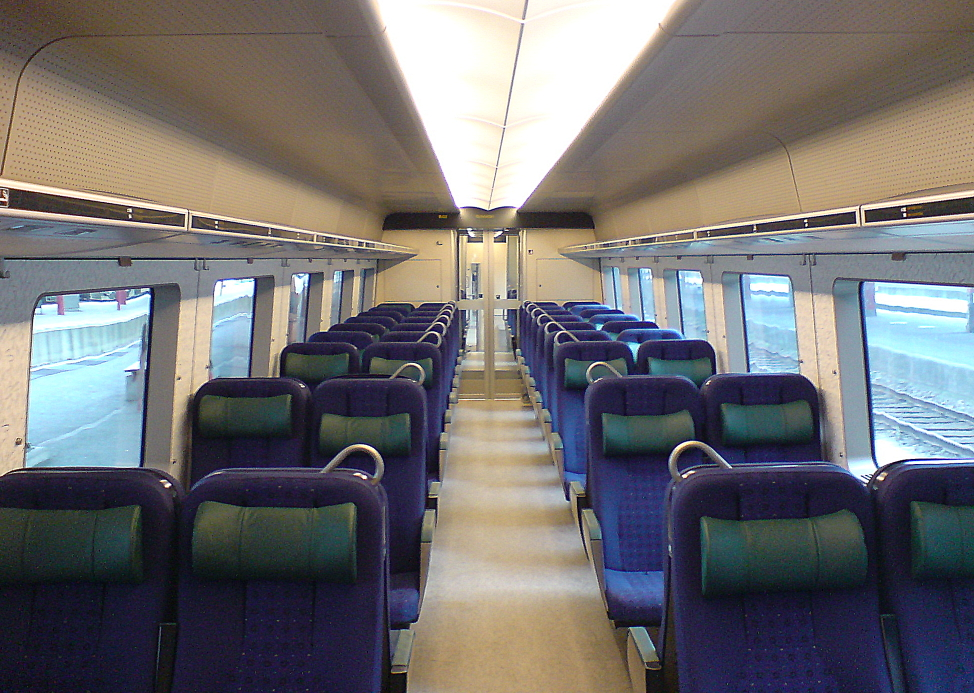
Einrichtung eines X31-Endwagens als Öresundståget

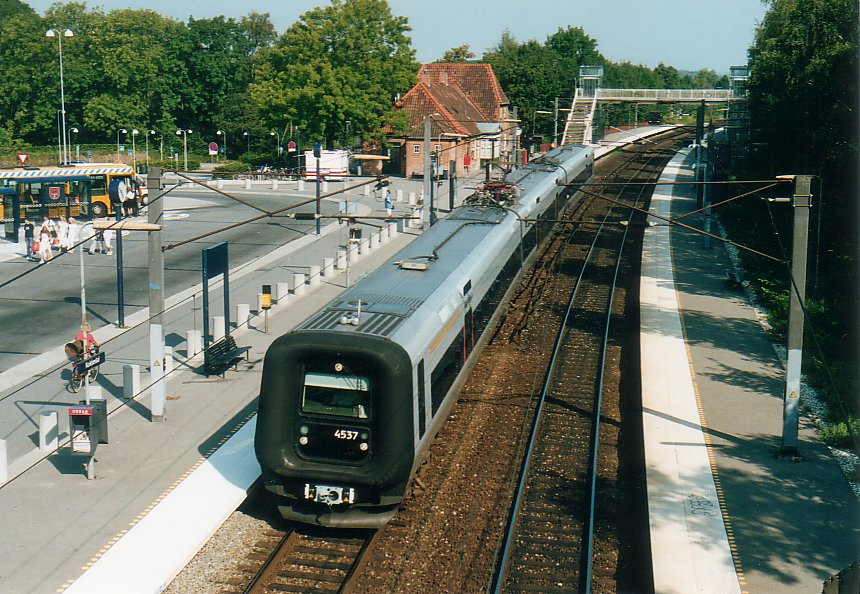
X31 auf der Kystbane in Kokkedal

Die Triebzüge sind rund 79 Meter lang und haben eine Leermasse von etwa 156 Tonnen. Jeder Zug besteht aus zwei angetriebenen End- sowie einem antriebslosen Mittelwagen, der die Stromabnehmer und die Hochspannungsdachausrüstung trägt und verfügt über insgesamt 229 Sitzplätze, davon 20 Sitzplätze in der ersten Klasse sowie 31 Klappsitze.
Die Wagenkästen haben eine Breite von 2,97 m und sind aus wartungsfreiem Edelstahl gefertigt. Sie besitzen eine hellgraue Farbgebung, um optisch zu den dänischen Triebwagen aus Aluminium zu passen. Die Frontseiten sind durch die breiten Gummiwülste schwarz. Bis zu fünf Einheiten können miteinander gekuppelt und in Mehrfachtraktion gefahren werden. Die Fronttüren mit Führerstand können seitlich weggeschwenkt werden, damit besteht freier Durchgang durch den gesamten Zug. Dies ist eine Sicherheitsanforderung bei der Fahrt durch den Drogdentunnel als Teil der Öresundverbindung. Weitere Sicherheitsanforderungen sind die Notbremsüberbrückung, eine Grundvoraussetzung für Züge auf der Öresundverbindung und im Citytunnel Malmö.

## Antrieb und Laufwerk
Die elektrischen Triebzüge speisen beim regenerativen Bremsen wieder Strom in die Oberleitung ein. Die Höchstgeschwindigkeit liegt bei 180 km/h. Für die in Schweden und Dänemark unterschiedlichen elektrischen Systeme können die Züge sowohl mit dem schwedischen System mit einer Spannung von 15 kV bei einer Frequenz von 16⅔ Hz als auch mit dem dänischen System mit 25 kV und 50 Hz betrieben werden. Beide Länder haben unterschiedliche Zugbeeinflussungseinrichtungen. Die Umschaltung zwischen den beiden System erfolgt während der Fahrt auf Peberholm.
Acht der zwölf Achsen eines Triebzuges sind mit Asynchronmotoren angetrieben, was bei einer maximalen Leistung von 2300 kW zu guten Beschleunigungswerten führt. Der Mittelwagen läuft auf zwei Laufdrehgestellen. Jeder Zug kostete 87 Millionen Kronen (Preisniveau 2009). Die Triebgestelle weisen einen Achsstand von 2600 mm und sind mit zwei Fahrmotoren ausgestattet. An den Radscheiben der Triebdrehgestelle sind die Bremsscheiben der Scheibenbremsen angebracht. Drei der vier Triebdrehgestelle besitzen zudem eine Magnetschienenbremse.

## Inneneinrichtung
Einige Garnituren, die Statens Järnvägar bis 2009 als Intercity zwischen Göteborg und Kopenhagen einsetzte, hatten bis 2009 eine geänderte Inneneinrichtung. Sie wurden wieder an die übrigen Öresundzüge angepasst, als die SJ die Züge an Öresundståg AB abgaben.

## Verwendung
Die Triebzüge werden hauptsächlich im Öresundståg-Verkehr in der Relation der Städte Helsingør–Kopenhagen–Malmö und darüber hinaus nach Ängelholm, Göteborg, Hässleholm, Kalmar und Karlskrona eingesetzt. Die X31 verkehren auch als InterCity-Zug auf der Västkustbana unter der Regie von Statens Järnvägar (SJ). Etwa die Hälfte der Züge gehört den Danske Statsbaner (DSB) und werden unter der dänischen Baureihenbezeichnung ET geführt, den Rest betreibt die Gesellschaft Öresund AB für ihre schwedischen Provinz-Verkehrsunternehmen.
Seit dem 20. März 2006 verkehren die Triebzüge in Dreifachtraktion über den Öresund.
DSB Øresund (bis 11. Dezember 2011 DSB First) bestellte im Herbst 2008 weitere zehn Triebzüge, weitere elf zusätzliche Züge wurden im Dezember 2011 von den schwedischen Provinz-Verkehrsunternehmen (schwedisch svenska länstrafikbolag) in Auftrag gegeben. Die ersten 67 Züge wurden von Kalmar Verkstad gebaut. Nach der Schließung des Werkes in Kalmar wurden die weiteren Züge in Deutschland gefertigt.
In einer Dreiwageneinheit trägt jeder Wagen eine eigene Nummer, wobei die Endziffern übereinstimmen: Der Wagen 4301 ist ein Endwagen mit Führerstand, der 4701 der Mittelwagen und der 4501 der Endwagen mit Führerstand und Erstklassabteil.
2023 waren die Züge auf folgende Betreibergesellschaften aufgeteilt:
- DSB: 4301, 4303, 4305, 4306, 4308, 4309, 4311–4321, 4328, 4337–4342, 4391–4400
- Skånetrafiken: 4302, 4304, 4307, 4310, 4322–4327, 4329, 4333, 4344, 4346, 4348, 4350–4362, 4366, 4367, 4369, 4370, 4372–4379, 4390
- SJ: 4332, 4334
- Hallandstrafiken: 4363–4365
- Länstrafiken Kronoberg (LTK): 4331, 4336, 4368, 4371, 4380–4382
- Blekingetrafiken: 4343, 4345, 4347, 4349
- Transitio: 4330, 4335, 4368, 4380–4389

Die nachbestellten Triebzüge wurden an Transitio geliefert:
- 4401–4403 (für Västtågen)
- 4404–4411 (für Öresundverkehr)[8][7]

SJ verkaufte 2011 nach einem Gerichtsverfahren fünf X31-Triebwagen an Skånetrafiken und Hallandstrafiken.
Seit 2017 werden die Züge bei Swedtrac innerlich und äußerlich modernisiert. Jährlich sollen 22 Züge erneuert werden.